# Associação Amigos do Vôlei
L'Associação Amigos do Vôlei è una società maschile pallavolistica brasiliana, con sede a São José dos Campos: milita nel campionato brasiliano di Superliga Série A.

## Storia
L'Associação Itapetininga de Vôlei viene fondata nel 2017. Partecipa immediatamente alla Taça Prata 2017, concludendo il torneo al secondo posto, qualificandosi per la Superliga Série B 2018, dove, nonostante la sconfitta nella finale del torneo, centra la promozione in Superliga Série A, in cui debutta nella stagione 2018-19.
Nel 2021 il club si trasferisce a São José dos Campos, cambiando denominazione in Associação Amigos do Vôlei e facendo un rebranding totale. Nella stagione 2022-23 disputa la finale di Coppa del Brasile, grazie alla quale si qualifica alla seguente Supercoppa brasiliana, vincendo il primo titolo della propria storia. Nel 2024 si interrompe il rapporto con lo sponsor principale Farma Conde, al quale subentra la Viapol: cambiano anche i colori sociali, che diventano il verde e azzurro.

## Rosa 2024-2025
| N° | Nome                | Ruolo | Data di nascita   | Nazionalità sportiva |
| -- | ------------------- | ----- | ----------------- | -------------------- |
| 1  | Bruno de Castro     | C     | 12 febbraio 2005  | Brasile              |
| 2  | Gustavo Cardoso     | P     | 28 giugno 2003    | Brasile              |
| 3  | Vinícius Reis       | L     | 6 febbraio 2005   | Brasile              |
| 5  | Nicolás Uriarte     | P     | 21 marzo 1990     | Argentina            |
| 7  | Matheus dos Santos  | C     | 23 aprile 1996    | Brasile              |
| 8  | Wilson da Silva     | S     | 5 giugno 1999     | Brasile              |
| 9  | João Adriano        | O     | 14 gennaio 2002   | Brasile              |
| 10 | Marcus Coelho       | S     | 29 settembre 2000 | Brasile              |
| 12 | João Cornelsen      | C     | 21 luglio 2004    | Brasile              |
| 14 | Edson da Paixão     | C     | 29 marzo 2000     | Brasile              |
| 15 | Thiago Diniz        | S     | 7 settembre 2005  | Brasile              |
| 18 | Carlos de Castro    | S     | 27 febbraio 2004  | Brasile              |
| 19 | Henrique Guedes     | C     | 9 febbraio 2002   | Brasile              |
| 20 | Bernardo de Almeida | P     | 29 giugno 2004    | Brasile              |
| 21 | Luan Weber          | O     | 12 febbraio 1991  | Brasile              |

## Palmarès
- Supercoppa brasiliana: 1

2023

## Denominazioni precedenti
- 2017-2021: Associação Itapetininga de Vôlei